# Notranje podjetništvo
Notranje podjetništvo pomeni način obnašanja podjetij, tako dejanskega, kot tudi namena obnašanja. Notranje podjetništvo ni management obstoječega, tj. obstoječih poslovnih dejavnosti, ampak poudarja uvajanje novosti, ki pomenijo odstopanje od obstoječih rutin delovanja organizacije na različnih področjih (izdelki/storitve, tehnologija, organiziranost, strateške usmeritve itd.). Notranje podjetništvo lahko opredelimo tudi glede na njegovo vsebino, tj. njegove razsežnosti, ki so povezane z dejavnostmi in usmeritvami k inovativnosti in novim poslovnim dejavnostim v obstoječih podjetjih. Vsebino notranjega podjetništva lahko strnemo v razvrstitev vzdolž sedmih razsežnosti notranjega podjetništva:
1.	novi posli,
2.	nove enote ali podjetja,
3.	inovacije izdelkov ali storitev,
4.	tehnološke inovacije,
5.	samoprenova,
6.	prevzemanje tveganja in
7.	proaktivnost.
Notranje podjetništvo ima ugodne učinke na rast podjetij, v absolutnem (rast števila zaposlenih, rast obsega prodaje) in v relativnem smislu (rast v primerjavi s konkurenco, tj. rast tržnega deleža). V primeru slovenskih podjetij lahko pričakujemo, da ima tudi ugoden vpliv na absolutno (stopnja dobička na celotno prodajo, na celotna sredstva, na lastniški kapital), kot tudi na relativno (glede na konkurenco) raven dobičkov podjetij.

## Pojav notranjega podjetništva
Notranje podjetništvo se je začelo že v 80. letih v ZDA. To področje podjetništva je eno izmed najbolj rastočih področij preučevanja znotraj področja podjetništva.Termin notranje podjetništvo oz. intrapreneur je star več kot 150 let in izhaja iz francoščine. V smislu podjetnika v velikem podjetju pa je bil ta izraz prvič uporabljen in definiran l.1985 v knjigi svetovalca za management Gifforda Pinchota z naslovom Intrapreneuring. Že leta 1982 ga je uporabil Norman Macrae v reviji Economist, vendar zaradi zanikanja avtorstva besede, je postal avtor pojma intrapreneur Gifford Pinchot. Izraz »intrapreneur« je bil leta 1992 vključen v ameriški slovar angleškega jezika in njegova razlaga izhaja iz Giffordove definicije te besede.

## Razvoj notranjega podjetništva
Za razvoj notranjega podjetništva je potrebno preoblikovanje organizacijske kulture inovativnosti. Slednje je proces osveščanja, izobraževanja, poudarjanja zgledov in primerov dobre prakse. Potrebno je ustvariti ozračje, ki spodbuja notranje podjetništvo. Na vzpostavitev primernega organizacijskega ozračja vplivajo določeni dejavniki in tudi voditelj, s primerno razvitimi določenimi značilnostmi. Okolje, ustrezno za notranje podjetništvo vsebuje ogromno sprememb, katere mora organizacija vpeljati v svoj sistem. Podjetje mora imeti najnovejše tehnologije, spodbujati in podpirati nove ideje, eksperimentiranje (poskuse in napake) in oblikovanje ekipe ljudi iz več disciplin. Preveriti mora ali obstajajo ovire za priložnosti in če so poslovni viri razpoložljivi in dostopni. Razviti mora dolgoročen časovni horizont, s katerim bo ocenjevalo uspešnost programa. V podjetju more vladati prostovoljen duh notranjega podjetništva, kar pomeni, da notranjim podjetnikom mora biti zagotovljena svoboda. Na podlagi vložene energije in prizadevanj morajo biti notranji podjetniki ustrezno nagrajeni. V organizaciji je zelo pomembna dosegljivost sponzorjev in vodij ter predvsem podpora vodstva. Brez zavzetosti vodstva bi bilo težko razmišljati o spremembah v organizaciji povezanih z notranjim podjetništvom. Pri vzpostavitvi primernega organizacijskega ozračja se vzpostavi tudi organizacijsko strukturo, ki podpira nov sistem. Iz hierarhične strukture podjetje preide na sploščeno- podjetniško, in matrično organiziranost. Torej na tako organiziranost, ki dovoljuje večjo svobodo zaposlenim, razvijanje novih idej, odprto komunikacijo ter podporo vodstva.